# Rybany
Rybany é um município da Eslováquia, situado no distrito de Bánovce nad Bebravou, na região de Trenčín. Tem 11,04 km² de área e sua população em 2018 foi estimada em 1,467 habitantes. Foi citado pela primeira vez em documento oficial no ano de 1323.

## Demografia
| Ano:        | 1994 | 2004   | 2014   | 2024   |
| ----------- | ---- | ------ | ------ | ------ |
| Broj ljudi: | 1495 | 1487   | 1446   | 1489   |
| Razlika:    |      | -0,53% | -2,75% | +2,97% |

| Ano:               | 2023 | 2024   |
| ------------------ | ---- | ------ |
| Número de pessoas: | 1517 | 1489   |
| Diferença:         |      | -1,84% |